# Склонение (астрономия)

Экваториальные и эклиптические координаты небесных тел. Склонение обозначено

Склонение в астрономии (обозначается {\displaystyle \delta } или dec — от англ. declination) — координата объекта на небесной сфере, которая не меняется при суточном вращении Земли. Склонение равно угловому расстоянию на небесной сфере от плоскости небесного экватора до светила, оно положительно для объектов в северном полушарии и отрицательно — в южном.

## Описание

Карта звёздного неба, на которой вдоль горизонтальных прямых склонение постоянно

В экваториальной системе небесных координат одной из двух координат является склонение. Склонение светила — дуга круга склонений между ним и плоскостью экватора, или, проще говоря, угловое расстояние между светилом и небесным экватором. Склонение считается положительным, если светило находится в северном полушарии небесной сферы, и отрицательным — если в южном. Таким образом, склонение может находиться в диапазоне от −90° до +90°, причём эти значения достигаются, соответственно, на южном и на северном полюсах мира, а на небесном экваторе склонение равно нулю.
Склонение принято обозначать {\displaystyle \delta } или dec (от англ. declination). В редких случаях его могут заменять полярным расстоянием {\displaystyle p}, которое равно угловому расстоянию между светилом и северным полюсом мира, таким образом, {\displaystyle p=90^{\circ }-\delta } и эта величина меняется от 0 до 180°.
В первой экваториальной системе координат дополнительно к склонению используется часовой угол светила {\displaystyle t}, а во второй экваториальной — прямое восхождение {\displaystyle \alpha }. Склонение, как и прямое восхождение не меняются из-за суточного вращения Земли, поэтому вторая экваториальная система используется наиболее широко.

### Суточное движение светил
Склонение светила связано с высотами его верхней и нижней кульминации {\displaystyle h_{\text{в}}} и {\displaystyle h_{\text{н}}} посредством географической широты места наблюдения {\displaystyle \varphi }, причём широты в южном полушарии считаются отрицательными. Формулы для {\displaystyle h_{\text{в}}} примут разный вид в зависимости от соотношения между {\displaystyle \varphi } и {\displaystyle \delta }:
если {\displaystyle \delta <\varphi }, то {\displaystyle h_{\text{в}}=90^{\circ }-\varphi +\delta } и верхняя кульминация происходит к югу от зенита;
если {\displaystyle \delta >\varphi }, то {\displaystyle h_{\text{в}}=90^{\circ }+\varphi -\delta } и верхняя кульминация происходит к северу от зенита;
если {\displaystyle \delta =\varphi }, то верхняя кульминация происходит точно в зените, на высоте {\displaystyle h_{\text{в}}=90^{\circ }}.
Высота нижней кульминации определяется формулой {\displaystyle h_{\text{н}}=\varphi +\delta -90^{\circ }}.
Если {\displaystyle h_{\text{н}}>0}, то светило никогда не заходит под горизонт и называется незаходящим; если {\displaystyle h_{\text{в}}<0}, то светило никогда не восходит из-за горизонта и называется невосходящим. Таким образом, если {\displaystyle |\delta |<90^{\circ }-|\varphi |}, то в ходе суточного движения светило восходит и заходит. Для северного полушария, если {\displaystyle \delta >90^{\circ }-\varphi }, то светило является незаходящим, если {\displaystyle \delta <\varphi -90^{\circ }} — невосходящим.
Положения восхода и захода светил, если они возможны, также зависят от склонения. Светила с нулевым склонением восходят на востоке и заходят на западе, тогда как при {\displaystyle \delta >0} восход и заход происходят на северо-востоке и северо-западе соответственно, а при {\displaystyle \delta <0} — на юго-востоке и на юго-западе.
Со склонением светила и широтой места наблюдения можно также связать часовой угол {\displaystyle t} и азимут точки {\displaystyle A}, где происходит его восход и заход:
{\displaystyle \cos t=-\tan \delta \tan \varphi }
Если данное уравнение не имеет решений, то светило является незаходящим или невосходящим; если решение только одно, то светило касается горизонта в верхней либо в нижней кульминации, что возможно при {\displaystyle \varphi -\delta =90^{\circ }} или {\displaystyle \varphi +\delta =90^{\circ }}. В остальных случаях уравнение имеет два решения, {\displaystyle t_{r}} и {\displaystyle t_{s}}, причём {\displaystyle 180^{\circ }<t_{r}<360^{\circ }} и {\displaystyle t_{r}} соответствует восходу, а {\displaystyle 0^{\circ }<t_{s}<180^{\circ }} и {\displaystyle t_{s}} соответствует заходу. Азимут точек восхода и захода определяется из системы уравнений:
{\displaystyle \sin A=\cos \delta \sin t}
{\displaystyle \cos A=-\sin \delta \cos \varphi +\cos \delta \sin \varphi \cos t}

## Склонение Солнца
Склонение и прямое восхождение Солнца меняются в течение года из-за вращения Земли вокруг Солнца. В момент весеннего равноденствия Солнце находится в точке весеннего равноденствия, и его склонение и прямое восхождение равны нулю. После этого склонение Солнца начинает увеличиваться и доходит до максимального значения — 23°26' — в момент летнего солнцестояния, и в этот момент его прямое восхождение равняется 6h. После этого оно начинает уменьшаться: в момент осеннего равноденствия склонение снова равняется нулю, а прямое восхождение — 12h. В момент зимнего солнцестояния склонение достигает своего минимума — −23°26′ (прямое восхождение равно 18h), после чего снова начинает расти и доходит до нуля в момент весеннего равноденствия. Таким образом, в разные сезоны световой день длится по-разному, а в приполярных областях бывают полярные дни и полярные ночи.

## Влияние прецессии
Из-за прецессии оси Земли меняется положение полюсов мира и небесного экватора с периодом в 26000 лет, следовательно, даже у неподвижных объектов меняется склонение и прямое восхождение. Для точной записи координат необходимо учитывать момент времени, в который они были измерены, называемый эпохой. Координаты также можно пересчитать для другой эпохи, и в данный момент в основном используется эпоха J2000.0, которой соответствует момент полудня 1 января 2000 года.